# Allozelotes songi
Espèce
Allozelotes songi est une espèce d'araignées aranéomorphes de la famille des Gnaphosidae.

## Distribution
Cette espèce est endémique du Yunnan de Chine,.

## Étymologie
Cette espèce est nommée en l'honneur de Da-xiang Song.

## Publication originale
- Yang, Zhang, Zhang & Kim, 2009 : Two new species of the genus Allozelotes Yin & Peng, 1998 (Araneae, Gnaphosidae) from China. Korean Arachnology, vol. 25, p. 105-111.